# Aurélien de Comarmond
Aurélien Arnaud de Comarmond, né le 3 octobre 2002, est un coureur cycliste mauricien.

## Biographie
Aux Championnats d'Afrique de cyclisme sur route 2022 à Charm el-Cheikh, Aurélien de Comarmond est médaillé d'or en contre-la-montre par équipes mixtes.

## Palmarès

### Par années
- 2019
  - 3e du championnat de Maurice du contre-la-montre juniors
- 2020
  - 2e du championnat de Maurice sur route juniors
  - 2e du championnat de Maurice du contre-la-montre juniors
- 2021
  - 3e du championnat de Maurice du contre-la-montre espoirs
- 2022
  -  Médaillé d'or du championnat d'Afrique sur route par équipes mixte
  -  Champion de Maurice du contre-la-montre espoirs
  - 5e étape du Tour Cycliste Antenne Réunion
  - 6e étape du Tour de Maurice
- 2023
  -  Médaillé d'or du contre-la-montre par équipes aux Jeux des îles de l'océan Indien
  -  Champion de Maurice du contre-la-montre espoirs
  - 2e du championnat de Maurice sur route
- 2024
  -  Médaillé d'or du contre-la-montre par équipes mixtes aux Jeux africains
  - Prix du Quartier Saint-Georges
  - Grand Prix de l'Isle d'Espagnac
  -  Médaillé d'argent de la course en ligne espoirs aux Jeux africains
  -  Médaillé d'argent du critérium espoirs aux Jeux africains
  - 2e du championnat de Maurice du contre-la-montre
  - 2e du Tour Cycliste Antenne Réunion 
  -  Médaillé de bronze du critérium élites aux Jeux africains
  -  Médaillé de bronze du contre-la-montre par équipes aux Jeux africains
  -  Médaillé de bronze du contre-la-montre espoirs aux Jeux africains
  - 3e de la Classique de l'Île Maurice

### Classements mondiaux
| Année                                 | 2021  | 2022 | 2023  | 2024 |
| ------------------------------------- | ----- | ---- | ----- | ---- |
| Classement mondial                    | 1819e | 945e | 1025e | 530e |
| UCI Africa Tour                       | 92e   | 40e  | 54e   | 23e  |
|                                       |       |      |       |      |
| Légende : nc = non classéSource : UCI |       |      |       |      |